# Delray Beach International Tennis Championships 2007
Il Delray Beach International Tennis Championships 2007 è stato un torneo di tennis giocato sul cemento.
È stata la 15ª edizione del Delray Beach International Tennis Championships, che fa parte della categoria International Series nell'ambito dell'ATP Tour 2007.
Si è giocato al Delray Beach Tennis Center di Delray Beach in Florida, dal 27 gennaio al 4 febbraio 2007.

## Campioni

### Singolare
Xavier Malisse ha battuto in finale  James Blake con il punteggio di 5–7, 6–4, 6–4

### Doppio
Hugo Armando /  Xavier Malisse hanno battuto in finale  James Auckland /  Stephen Huss con il punteggio di 6–3, 6(4)–7, [10-5]